# Qajāq
Qajāq (persiska: قجاق) är en ort i Iran.   Den ligger i provinsen Khorasan, i den nordöstra delen av landet, 700 km öster om huvudstaden Teheran. Qajāq ligger 1 728 meter över havet och antalet invånare är 359.
Terrängen runt Qajāq är kuperad söderut, men norrut är den platt. Terrängen runt Qajāq sluttar norrut.Runt Qajāq är det ganska glesbefolkat, med 25 invånare per kvadratkilometer. Närmaste större samhälle är Robāţ-e Sang, 6,2 km väster om Qajāq. Trakten runt Qajāq består i huvudsak av gräsmarker.